# Samsung Galaxy S9
Das Samsung Galaxy S9 und das Samsung Galaxy S9+ sind Smartphones des Herstellers Samsung. Die beiden Modelle wurden am 25. Februar 2018 auf dem Mobile World Congress in Barcelona vorgestellt. Der  Verkaufsstart in Deutschland war der 16. März 2018.

## Technik

### Kameras
Samsung legt bei dem S9 und S9+ einen Schwerpunkt auf die Kameras des Smartphones. So lautete schon der Slogan auf der Einladung: „The Camera, reimagined“, zu Deutsch etwa: „Die Kamera, weitergedacht“. "Mit zwei verschiedenen Blendenöffnungen stellt sich die variable Blende vollautomatisch auf das Umgebungslicht ein. Die variable Blende unterstützt eine F1.5- und F2.4-Einstellung." Außerdem gibt es die Möglichkeit, in Super-Zeitlupe, d. h. mit 960 Bildern pro Sekunde, aufzunehmen. Allerdings ist die Länge einer solchen Sequenz auf 0,2 Sekunden begrenzt.
Das S9+ besitzt eine zweite Hauptkamera, die einen zweifachen optischen Zoom ermöglicht. Die zweite Kamera verfügt jedoch nicht über eine variable Blende, sie unterstützt nur die F2.4-Einstellung. Es kommen zwei verschiedene Sensorchips zum Einsatz: ein Sony IMX345 oder ein ISOCELL S5K2L3 aus eigener Fertigung.

### Bildschirm
Sowohl das Galaxy S9 als auch das Galaxy S9+ besitzen ein QHD- bzw. Quad-HD-Super-AMOLED-Display mit einem Seitenverhältnis von 18,5:9 und einer Auflösung von 2960 × 1440 Pixeln. Die Helligkeit beträgt bis zu 918 Nits.

### Speicher
Das Samsung Galaxy S9 verfügt als Arbeitsspeicher über 4 GB RAM, während das S9+ 6 GB hat. Beide Smartphones werden mit 64 GB internem Flash-Speicher ausgeliefert, der mit einer microSD-Karte um bis zu 400 GB erweitert werden kann. Nachdem von vielen der interne Speicher von 64 GB als zu gering kritisiert wurde, sind seit Mai 2018 auch Varianten mit 128 und 256 GB Speicher erhältlich, die jedoch ausschließlich über Samsungs Website bestellt werden können.

### Lautsprecher
Eine Neuheit für Smartphones der Samsung-Galaxy-Reihe ist die Verwendung von zwei Lautsprechern für die Musikwiedergabe. Mithilfe des Ohrmuschellautsprechers und des unteren Lautsprechers wird ein Stereo-Effekt erzeugt. Das System wird in Zusammenarbeit mit der Samsung-Tochter AKG entwickelt und ist auch Dolby-Atmos-fähig.

### Akkus
Das Galaxy S9 verfügt über einen Lithium-Ionen-Akku mit 3000-Milliampèrestunden; das Galaxy S9 Plus über einen mit 3500 mAh. Beide sind nicht wechselbar.
Ladeleistungen von bis zu 15 Watt können durch kabelgebundenes Aufladen und bis zu 10 Watt durch kabelloses Aufladen erreicht werden.
Das Galaxy S9 unterstützt die kabellosen Energieübertragungsstandards „Qi“ und „Powermat“.